# رفض العمل
رفض العمل هو سلوك يرفض فيه الشخص العمل بشكل منتظم. مارست العديد من الثقافات الفرعية والأفراد سلوك رفض العمل، مع برنامج سياسي أو فلسفي أو دون ذلك. أيّدت اتجاهات سياسية راديكالية رفض العمل، ومنهم مفكّرون مؤيّدون للماركسية مثل بول لافارغ، ومؤيّدون إيطاليون للاستقلالية الذاتية والعمّالية (على سبيل المثال أنطونيو نيغري، وماريو ترونتي)، واليسار الفرنسي المتطرف (مثل إيشانجيه موفانت)، ومؤيّدون للاسلطوية (خاصة بوب بلاك واتجاه اللاسلطوية بعد اليسارية).

## إلغاء العمالة غير الحرة
لا يعترف القانون الدولي لحقوق الإنسان برفض العمل أو الحق في عدم العمل إلا ضمن إطار الحق في الإضراب. لكن اتفاقية إلغاء العمل القسري التي اعتمدتها منظمة العمل الدولية عام 1957 تحظر جميع أشكال الإكراه على العمل.

## مخاوف بشأن عبودية الأجور

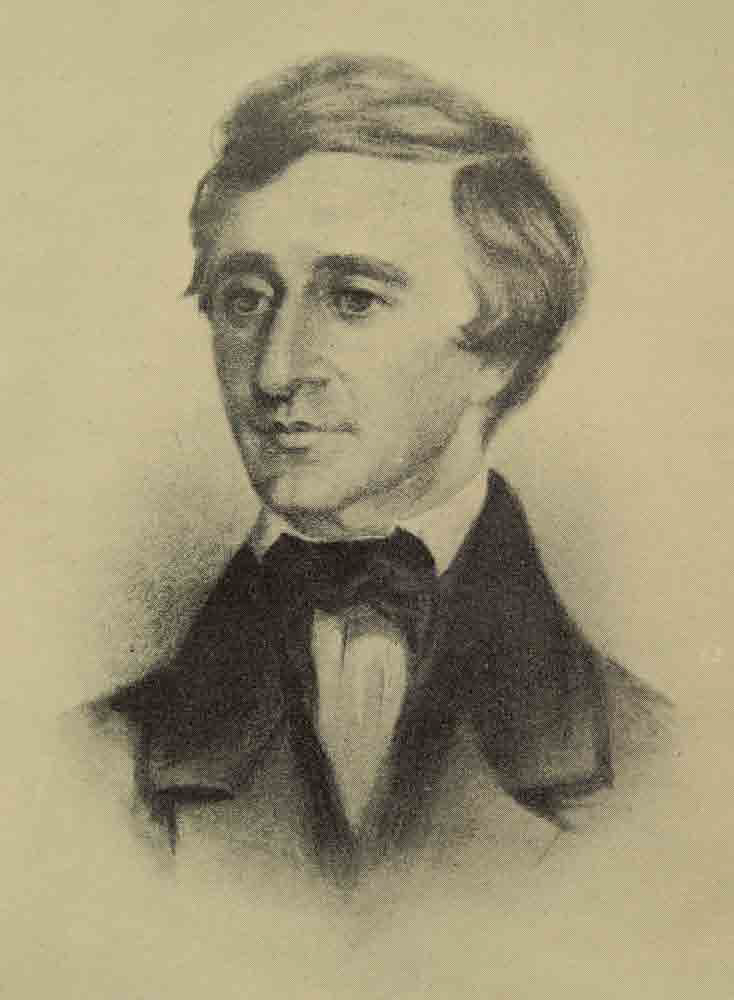

يشير مصطلح العبودية للأجور إلى الحالة التي تعتمد فيها معيشة الفرد على الأجور، خاصة عندما يكون الاعتماد كليًا ومباشرًا. وهو مصطلح ضمني سلبي يُستخدم لإبراز التماثل بين الرق والعمل المأجور، وتسليط الضوء على أوجه التشابه بين امتلاك الشخص وتوظيفه. اُستخدم مصطلح «العبودية للأجور» لانتقاد الاستغلال الاقتصادي والطبقات الاجتماعية، يعتمد انتقاد الاستغلال الاقتصادي في المقام الأول على فكرة عدم تكافؤ قوة التفاوض بين العمّال ورأس المال (خاصةً عندما تُدفَع أجور منخفضة نسبيًا للعمال، على سبيل المثال في المصانع المستغلة للعمال)، وبسبب نقص الإدارة الذاتية للعمال. يغطّي انتقاد التقسيم الطبقي الاجتماعي مجموعة أوسع من خيارات التوظيف المرتبطة بضغوط البيئة الاجتماعية الهرمية (أي العمل مقابل أجر ليس فقط خوفًا من المجاعة أو الفقر، بل كنوع من أنواع الوصمة الاجتماعية، والتقليل من القيمة).
لوحظت أوجه التشابه بين العمل المأجور والرق في وقت مبكر على الأقل مثل شيشرون. قبل الحرب الأهلية الأمريكية، استخدم المدافعون الجنوبيون عن العبودية الأمريكية الأفريقية هذا المفهوم بما يخدم مصطلحتهم، إذ قارنوا حالة عبيدهم بالعمال في الشمال. مع ظهور الثورة الصناعية، وضع مفكرون مثل برودون وماركس مقارنة بين العمل المأجور والرق في سياق نقد الملكية غير المخصصة للاستخدام الشخصي النشط.
قوبل إدخال العمل المأجور في بريطانيا في القرن الثامن عشر بالمقاومة، ما أدى إلى ظهور مبادئ النقابية. تاريخيًا تبّنت بعض المنظمات العمالية والنشطاء الاجتماعيين الإدارة الذاتية للعمال أو التعاونيات العمالية كبدائل محتملة للعمالة المأجورة.

## الآراء السياسية

### الماركسية

#### بول لافارغ والمطالبة بحق الكسل
حق الكسل هو مقال كتبه الماركسي الثوري الفرنسي المولود في كوبا بول لافارغ، كتبه من منفاه في لندن عام 1880. المقال بشدة ضد أفكار العمل الليبرالية والمحافظة والمسيحية وحتى الاشتراكية المعاصرة. ينتقد لافارغ هذه الأفكار من منظور ماركسي بأنها متزمّتة وكاذبة في نهاية المطاف من خلال تصوير انحطاط الوجود البشري واستعباده عندما يُدرَج تحت أولوية «الحق في العمل»، ويجادل بأن الكسل جنبًا إلى جنب مع الإبداع البشري، هو مصدر مهم للتقدم البشري.
يقول بول لافارغ: «لنجد في أوروبا المتحضّرة أثرًا لجمالٍ أصليّ صنعه الإنسان يجب أن نذهب للبحث في الدول التي لم يقتلع فيها التحيز الاقتصادي كراهية العمل... احتقر الإغريق في عصر عظمتهم العمل: سُمَح للعبيد وحدهم بالعمل: عرف الرجل الحر فقط تمارين الجسم والعقل... علّم فلاسفة العصور القديمة ازدراء العمل، وتغنّى الشعراء بالكسل، بوصفها هبةً من الآلهة».

#### الأممية الموقفية
كتب راؤول فانيجم، وهو منظّر مهم في الموقفية الأممية ما بعد السريالية، كان مؤثراً في أحداث مايو  1968 في فرنسا، يقول في كتاب الملذّات: «أنت تعكس مفهوم السلطة عندما تعود إلى إرضاء الطاقات المسروقة من خلال العمل والقيود... بالتأكيد كما أن العمل يقتل المتعة، فالمتعة تقتل العمل. إن لم تستلم للموت باشمئزاز، فسوف تكون سعيدًا بما يكفي لتخليص حياتك من الحاجة البغيضة للعمل، ولتُصدر الأوامر (وتتبعها أيضًا)، ولتخسر وتفوز، ولتواكب المظاهر، ولتوزّع الأحكام ويحكَم عليك».

#### الاستقلالية الذاتية
يرى فيلسوف الاستقلالية الذاتية بيفو أنّ رفض العمل ليس فقط رفض العمال بأنّ يُستغلُّوا كما يوحي الاسم، بل أكثر من ذلك. هذا يعني أن تحقيق إعادة الهيكلة الرأسمالية، والتغير التكنولوجي، والتحول العام للمؤسسات الاجتماعية يكون عندما يرفض العمّال بشكل يومي أن يتعرّضوا للاستغلال، وأن يُلزَموا بإنتاج فائض بالقيمة، وزيادة قيمة رأس المال، وخفض قيمة الحياة. ببساطة أكبر يقول «رفض العمل يعني... لا أريد أن أذهب إلى العمل لأنني أفضّل النوم. لكنّ هذا الكسل هو مصدر الذكاء والتكنولوجيا والتقدم. الاستقلالية الذاتية هي التنظيم الذاتي للجسم الاجتماعي في استقلاله وفي تفاعله مع مبدأ الانضباط».
يوضّح بيفو من منظور التطوّر الاجتماعي «إن إحدى الأفكار القوية لحركة البروليتاريين الاستقلالية الذاتية خلال السبعينيات كانت فكرة «عدم الاستقرار أمر جيد». إن عدم الاستقرار الوظيفي هو شكل من أشكال الاستقلالية من العمل المنتظم الثابت، الذي يدوم مدى الحياة. اعتاد الكثير من الناس في السبعينيات أن يعملوا بضعة أشهر، ثم يذهبوا في رحلة، ثم يعودوا إلى العمل لفترة من الوقت. كان هذا ممكنًا في أوقات العمالة الكاملة تقريبًا وفي أوقات الثقافة القائمة على المساواة. وقد سمح هذا الوضع للناس بالعمل لمصلحتهم الخاصة وليس لمصلحة الرأسماليين، ولكن من الواضح أن هذا لا يمكن أن يستمر إلى الأبد، وكان الهجوم النيوليبرالي في الثمانينيات يهدف إلى عكس علاقة القوة».

#### أندريه غورز
كان أندريه غورز فيلسوفًا اجتماعيًا نمساويًا وفرنسيًا وصحفيًا، شارك في تأسيس مجلة «لو نوفيل أوبسيرفاتور» الأسبوعية في عام 1964. وهو مؤيد للنسخة الوجودية لجان بول سارتر من الماركسية بعد الحرب العالمية الثانية، في أعقاب أعمال الشغب الطلابية في مايو 1968، أصبح أكثر اهتمامًا بالبيئة السياسية. كان موضوعه الرئيسي هو قضايا العمل المأجور مثل التحرر من العمل، والتوزيع العادل للعمل، والاغتراب الاجتماعي، وضمان الدخل الأساسي. من بين أعماله التي تنتقد العمل وأخلاقيات العمل تشمل انتقاد تقسيم العمل (1973)، وداعًا للطبقة العاملة (1980)، نقد العقل الاقتصادي (فيرسو 1989 نشر لأول مرة عام 1988) وإصلاح العمل: ما بعد المجتمع القائم على الأجور (1999).